# C'est Mozart qu'on assassine
C'est Mozart qu'on assassine est un roman de Gilbert Cesbron, publié aux éditions "Robert Laffont" en 1966 puis aux éditions de poche "J'ai Lu" en 1977. Il y est question d'un enfant de sept ans bouleversé par le divorce de ses parents. Le titre du livre est une expression tirée de Terre des hommes, ouvrage d'Antoine de Saint-Exupéry paru quant à lui en 1939.
Il a été vendu à 1 183 001 exemplaires.

## Résumé
Marc Lapresle, la quarantaine, et son épouse Agnès, ont un fils unique de sept ans, Martin. 
Marc, que son père médecin destinait à prendre sa suite, a finalement repris, au décès de son beau-père, la tête de l’importante affaire de promotion immobilière que celui-ci avait créée. Marc et Agnès vivent à Neuilly, dans un hôtel particulier, aidés d’un domestique, Albert.
Sous couvert des nombreuses absences qu’occasionne son activité, Marc entretient secrètement une liaison passionnée avec Marion, une hôtesse d’accueil de vingt-deux ans. Agnès, l’ayant appris, demande immédiatement le divorce, avec l’acquiescement de Marc qui projette de s’installer avec Marion dans le petit appartement qu’elle occupe à Paris. Au sortir de l’audience de conciliation tenue au tribunal en présence des avocats respectifs, Agnès est victime d’un malaise, premier signe d’une sérieuse dépression qui entraîne son admission dans une maison de santé.
Dans l’attente du règlement du divorce, Marc confie Martin à la garde de son père, en dépit d’une brouille ancienne. Au village de Sérignay, proche de Châteauroux, le docteur Lapresle, veuf depuis quelques années, vit seul en compagnie de Joseph, son homme à tout faire et confident, dans une grande maison où il a son cabinet et continue de recevoir quelques patients. Martin fait avec bonheur la connaissance de son grand-père, bonheur partagé par le vieil homme, de santé déclinante.
À l’occasion de Noël, et sur l’insistance de son père, Marc fait le voyage de Sérignay, qu’il doit quitter précipitamment, appelé par une urgence à son entreprise. Ayant fait ramener Martin à Neuilly, le temps pour lui de voir brièvement sa mère à la clinique, il décide de le placer durablement chez une nourrice, « Nounou Perraut », ancienne nourrice d’Agnès, qui mène la vie d’une paysanne au village de Châtillon, en Vendée.
Martin est enchanté de ce séjour paysan qui lui fait découvrir l’école, le catéchisme, et les premiers émois sentimentaux avec une jeune voisine de son âge. Marc, à sa première visite à Châtillon, découvre avec effarement que la maison n’a ni l’électricité ni l’eau. Sa proposition de les faire installer à ses frais se heurtant à un refus brutal de Nounou Perraut, Marc décide de remmener, le jour même, Martin, qu’il refuse de voir vivre plus longtemps « dans un taudis ».
Martin retourne donc chez son grand-père, sujet depuis quelque temps à des alertes cardiaques, et qui meurt quelques semaines plus tard. Les obsèques permettent à Martin de revoir ensemble ses deux parents, qui, secrètement l’un et l’autre, sont gagnés par le doute. Ne sont-ils pas en train de faire une énorme bêtise ? Marion, que Marc avait secrètement amenée avec lui, fait brièvement la connaissance du parrain de Martin, Alain, qui lui offre son aide en cas de difficulté.
Martin regagne Paris en compagnie de la seule personne à même de l’héberger, son parrain Alain, qui vit en célibataire dans un bel appartement de la banlieue.
Après quelques semaines, Martin se retrouve seul dans l’appartement d’Alain pour tout un week-end. Mourant d’ennui, il décide soudainement de partir pour Châtillon, retrouver Nounou Perraut. Prenant à la gare routière un billet « pour Châtillon » sans plus de précision, il se retrouve, non pas en Vendée, mais au bord de la Seine, à Châtillon, proche de Mantes-la Jolie. Incapable de téléphoner, s’échappant du commissariat de police où une bonne âme l’avait conduit, il erre pendant deux jours avant de rencontrer un chauffeur routier qui veut bien le prendre à son bord jusqu’à Paris.
Arrivé à Paris, ne sachant où aller, il finit par se retrouver devant la porte de Marion, dont il avait retrouvé l’adresse sur un papier oublié au fond d’une poche. Marion avertit aussitôt non pas Marc, mais Alain, à qui elle confie, en même temps que Martin, la mission de dire à Marc qu’elle l’aime et que, pour cette raison, elle souhaite ne plus le revoir, jamais. 
Devant la maison de Neuilly, Martin retrouve ses parents, à nouveau réunis depuis l’annonce de sa disparition. Agnès et Marc appellent l’avocat pour annuler la procédure de divorce.